# Killian Mullarney
Killian Mullarney (* 1958 Dublin) je irský ornitolog, ilustrátor a vedoucí exkurzí za pozorováním ptáků. Je znám především jako ilustrátor a spoluautor určovací příručky ptáků Ptáci Evropy, severní Afriky a Blízkého východu z roku 1999, na které spolupracoval s Larsem Svenssonem a ilustrátorem Danem Zetterströmem.

## Životopis
Narodil se v irském Dublinu. Už od dětství se zajímal o ptactvo, včetně jeho grafického znázorňování a již na konci 70. let 20. století si vydobyl renomé jako ilustrátor. V letech 1980 až 2008 byl člen irské faunistické komise Irish Rare Birds Committee. Pracoval jako určovatel-konzultant několika birdwatcherských časopisů – Birding World a Alula. Spolu s Peterem J. Grantem napsal řadu článků pro Birding World, které byly později publikovány samostatně jako The New Approach to Identification.
Vytvořil sérii irských známek s ptačími motivy pro irskou státní poštu An Post vydávanou mezi lety 1997 a 2004.
Žije v hrabství Wexford, je ženatý, má tři dcery.